# 黄胸柳莺
黄胸柳莺（学名：Phylloscopus cantator），是雀形目柳莺科的一种鸟类。

## 特征
黄胸柳莺体重约6克，翼长约53.8毫米，嘴峰长约11.8毫米，喙宽度约2.5毫米，喙厚度约2.6毫米，跗蹠长约16.2毫米，尾长约42.4毫米。黄胸柳莺在其分布区内为留鸟，其栖息在密集的高大树木组成的森林中，食性为肉食性，主要食物来源是陆生无脊椎动物。

## 亚种
- ：分布于锡金、印度东部、西藏东南部和缅甸；越冬于泰国西北部。
- ：分布于老挝北部。[4]